# Robert Ctvrtlik
Robert Jan Ctvrtlik, detto Bob (Long Beach, 8 luglio 1963), è un ex pallavolista ed ex giocatore di beach volley statunitense.
Giocava nel ruolo di schiacciatore.

## Carriera
La carriera di Ctvrtlik inizia, a livello universitario, con Long Beach City e, la stagione successiva, vestendo la casacca dei CSU Long Beach. Nel 1985 passa alla Pepperdine con cui vincerà il suo primo titolo NCAA e venendo premiato come miglior giocatore.
Dedicandosi successivamente esclusivamente alla nazionale statunitense, con cui vincerà la medaglia d'oro ai campionati mondiali, ai Giochi panamericani e, soprattutto, ai Giochi olimpici dove viene anche premiato come miglior difensore.
Nella stagione 1989-90 approda per la prima volta Italia, giocando per il Gonzaga Milano, con cui vincerà un campionato mondiale per club. Nella stagione 1992-93 passa al Brescia. L'annata seguente gioca per una stagione con i croati dell'HAOK Mladost. Dopo un periodo di tempo in cui si dedica esclusivamente alla nazionale per la preparazione delle Olimpiadi, chiude la sua carriera vincendo un campionato di Serie A2 con il Forlì.
Si ritira dal volley giocato nel 1997 per dedicarsi al beach volley.

## Palmarès

### Club
- NCAA Division I: 1

1985
- Campionato mondiale per club: 1

1990
- Campionato italiano A2: 1

1996-97

### Nazionale (competizioni minori)
- Goodwill Games 1986
- Giochi panamericani 1987
- Savvin Cup 1987
- Giochi panamericani 1995

### Premi individuali
- 1985 - NCAA Division I: MVP
- 1986 - Campionato mondiale: Miglior difensore
- 1987 - Savvin Cup: Miglior difensore
- 1987 - Savvin Cup: Sestetto ideale
- 1988 - Giochi olimpici: Miglior difensore
- 1988 - World Top Four: Miglior ricevitore
- 1989 - Coppa del Mondo: Miglior difensore
- 1992 - Giochi della XXV Olimpiade: Miglior ricevitore
- 1994 - Campionato mondiale: Miglior difensore
- 2007 - Inserimento nella Volleyball Hall of Fame come giocatore